# Fernand Leredde
Fernand Leredde, né en 1931 et mort le 27 février 2017, est un éleveur de chevaux de sport français, qui a créé et développé le haras des Rouges à Saint-Ébremond-de-Bonfossé, dans la Manche en Normandie. Il a fait naître de nombreux champions de saut d'obstacles, dont les olympiques Papillon Rouge, Flèche Rouge, Vert et Rouge, Un Espoir E et Rochet Rouge (par Jalisco B), le cheval médaillé de bronze d'Alexandra Ledermann. Il a également détecté et élevé de grands étalons reproducteurs de saut d'obstacles, en particulier Jalisco B et Quidam de Revel, deux des chefs de race du selle français.
Il est le créateur du Normandie Horse Show, manifestation équestre autour du sport et de l'élevage, qui se tient chaque année à Saint-Lô, au mois d'août et fut également vice-président de la SHF qu’il fit ouvrir aux socio-professionnels et présida un temps l’ADECNO (devenue par la suite Cheval Normandie).
Il s'investit depuis les années 1990 dans la restauration du stud-book d'une race chevaline régionale fusionnée avec le selle français, l'anglo-normand. Il s'oppose ainsi aux nombreux croisements avec des races étrangères autorisés chez le selle français.
En 2011, âgé de 80 ans, fatigué et malade mais fier de tout ce qu'il a apporté à l'élevage français, Fernand Leredde vend les derniers chevaux de son élevage pour prendre sa retraite.

## Médias
En 2011, la chaine de télévision Equidia consacre un documentaire sur trois éleveurs normands qui ont fait la notoriété mondiale du cheval de sport français, Alexis Pignolet, Fernand Leredde et Germain Levallois.